# Palau del Comte de Peralada
El Palau del Comte de Peralada era un edifici situat a la Plaça de Santa Anna, 7 (actualment Avinguda del Portal de l'Àngel, 15-17) de Barcelona, on actualment hi ha la Casa Joan Puig.

## Història
Segons el Cadastre de 1716, la finca pertanyia a Teresa de Boixadors i Sureda de Santmartí, comtessa de Savallà. Entre 1779 i 1784, el seu nebot Ferran Felip Basili de Rocabertí-Boixadors i Chaves (1735-1805), marquès d'Anglesola, comte de Peralada i Savallà i vescomte de Rocabertí, va encarregar unes obres de millora de la seva residència de la plaça de Santa Anna de Barcelona, dirigides pel mestre de cases Joan Soler i Faneca, que s'encarregà la reconstrucció del portal principal i els balcons de sobre al primer pis. Per tal de finançar-les, va establir en emfiteusi a Antoni Pagès i de Cluhet una propietat als carrers de la Mercè i de la Plata, amb una entrada de 16.000 lliures barcelonines.
El 1785, l'administrador Narcís de Plandolit va demanar permís per a convertir una finestra dels baixos en una porta, i el 1793, l'administrador Joan Peres va demanar permís per a canviar les fustes d'un mirador.
Mort sense descendència, fou succeït per la seva neboda Joana de Rocabertí-Boixadors i Cotoner (†1862), casada amb Antoni Dameto i Crespí de Valldaura (1782-1825). L'hereu fou Francesc Xavier Rocabertí de Dameto i Boixadors (1802-1875), que el 1871 va vendre el palau a l'indià de Vilassar de Mar Joan Puig i Mir (1831-1876) per 425.000 pessetes. El trasllat del mobiliari al castell de Peralada va costar 3.323 rals.

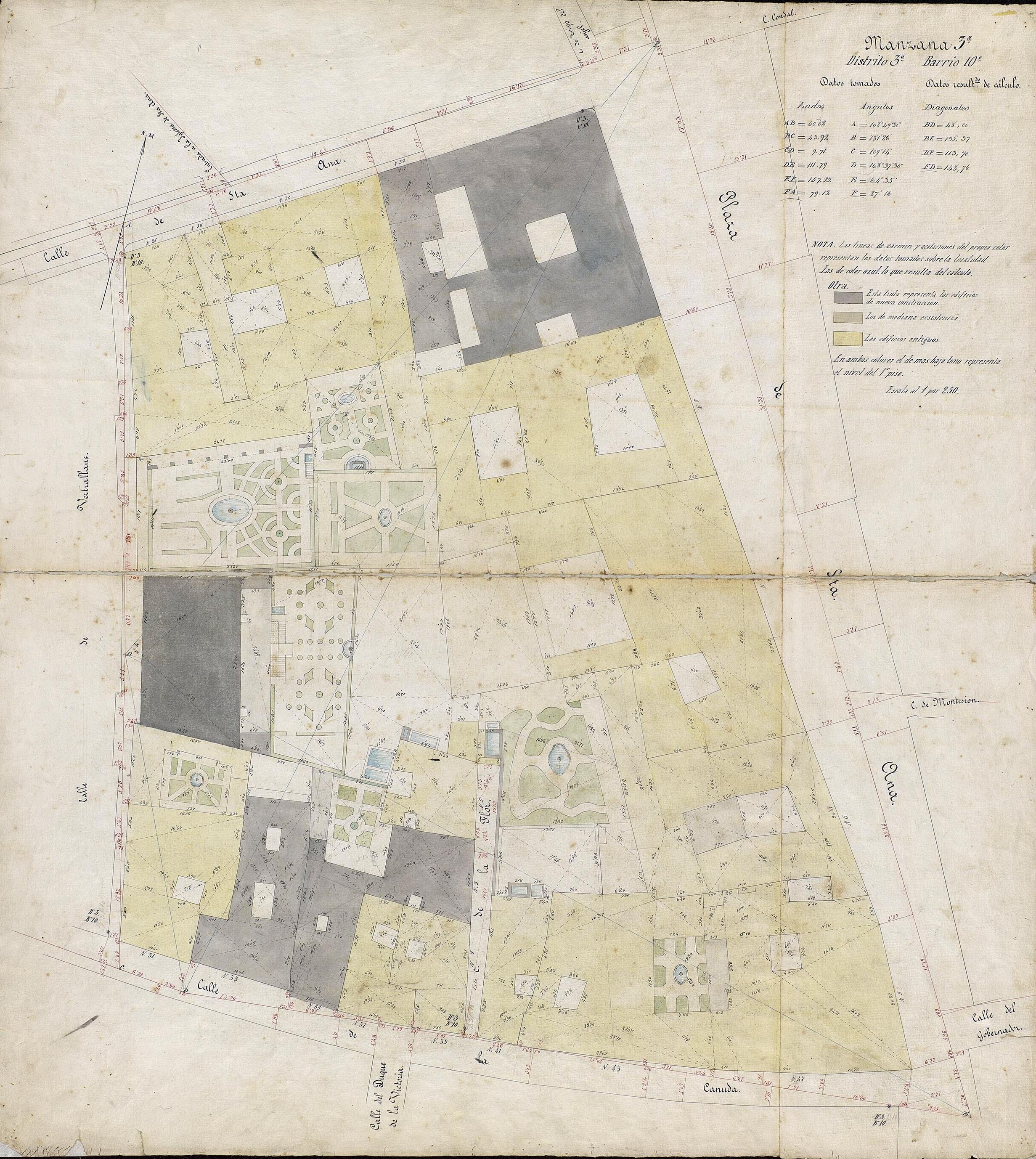
Quarteró núm. 68 de Garriga i Roca (c. 1860)